# Cornelis Liefrinck II
Cornelis Liefrinck II ou Cornelis Johannesz. Liefrinck (vers 1581, Leyde - après 1652, ?)est un peintre néerlandais du siècle d'or. Il est connu pour ses peintures de paysages, de paysages côtiers et de marines.

## Biographie
Cornelis Liefrinck II est né vers 1581 à Leyde. 
On connaît peu de choses sur sa vie et ses œuvres. Il est issu d'une famille d'artistes. Il est le petit-fils de Cornelis Liefrinck I, originaire d'Anvers et graveur sur bois, et fils de Hans Liefrinck II, dessinateur de cartes géographiques. Il a probablement étudié la peinture auprès de Jan van Goyen, qui a influencé son style.
Il a été actif de 1604 à 1632, et a travaillé successivement à Leyde (1604-1626), à Rijnsburg (1626-1635) et à Boskoop (après 1635). 
Il meurt après 1652.

## Œuvres
- Paysage côtier avec des falaises de granit[2], Minneapolis Institute of Arts, Minneapolis
- Un château fantastique[3], British Museum, Londres